# Gegenblende
Gegenblende war ein Online-Magazin des Deutschen Gewerkschaftsbundes (DGB). Es löste die Gewerkschaftlichen Monatshefte ab, die von 1950 bis 2004 das theoretische Diskussionsorgan des DGB waren. 
Gegenblende hat Debatten zur Zukunft des Sozialstaats, zu Arbeitnehmerrechten, zur Globalisierung der Wirtschaft und zur Gleichstellung und Demokratie ermöglicht. Es diente als Diskussionsplattform für die Wissenschaft, die Gewerkschaften und die breite interessierte Öffentlichkeit dienen. Das Onlineportal ist 2024 eingestellt worden.  